# Dalboki
Dalboki (Bulgaars: Дълбоки) is een dorp in Bulgarije. Het is gelegen in de gemeente Stara Zagora, oblast Stara Zagora en telde op 31 december 2018 zo’n 1.450 inwoners.  De stad Stara Zagora ligt op 13 kilometer afstand, terwijl de Bulgaarse hoofdstad Sofia 201 kilometer ten westen van Dalboki ligt.
In 2011 bestond 55,5% van de bevolking uit etnische Bulgaren en 43,7% behoorde tot de Roma.

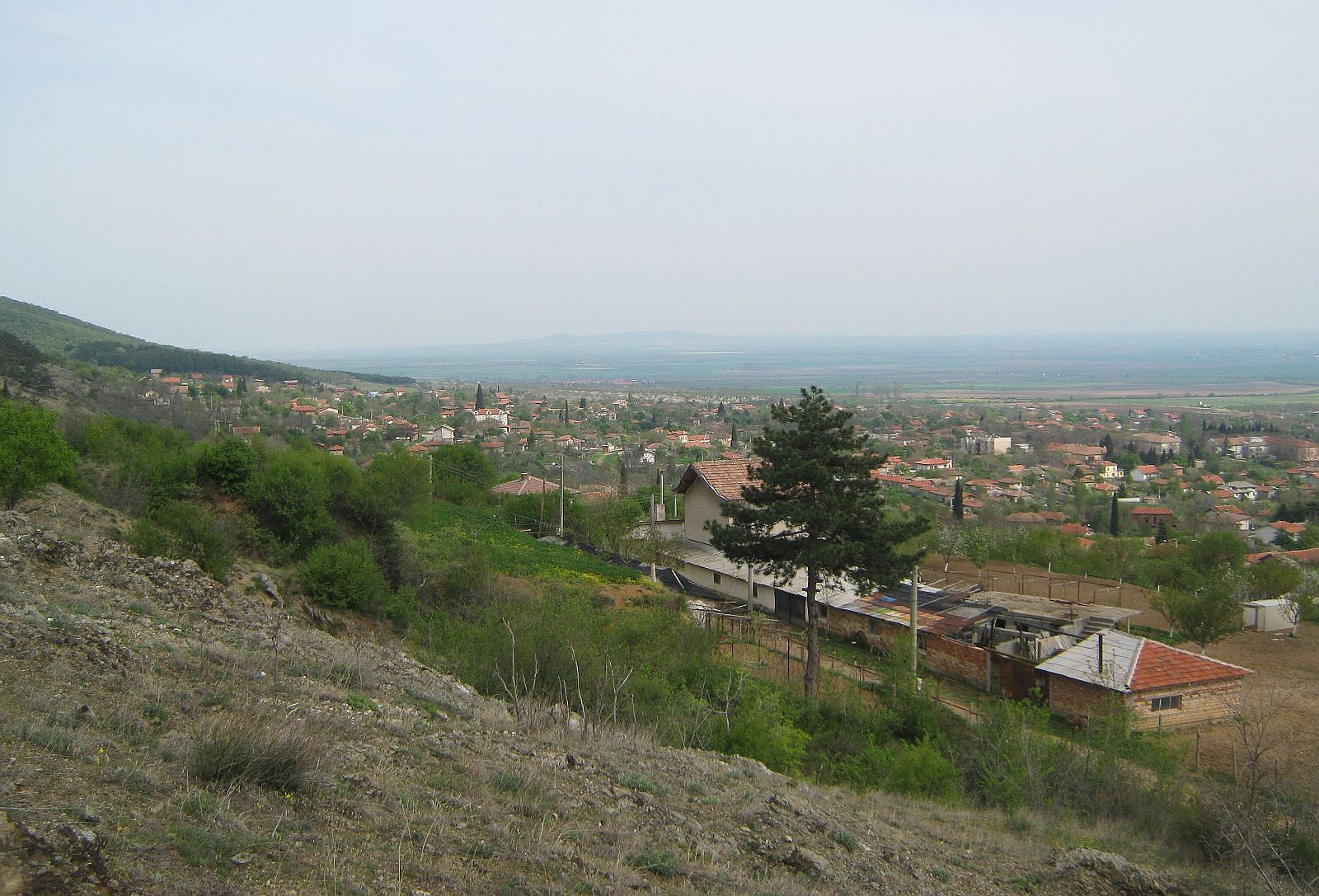
Uitzicht op het dorp

1. ↑   NSI